# 米格尔·伊达尔戈-科斯蒂利亚

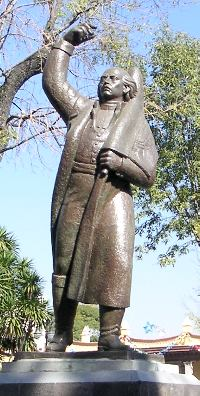
米格尔·伊达尔戈-科斯蒂利亚

米格尔·伊达尔戈-科斯蒂利亚（西班牙語：Miguel Hidalgo y Costilla；1753年5月8日—1811年7月30日），墨西哥民族英雄，墨西哥独立之父。克里奧爾人。今日墨西哥中部的伊达尔戈州便是以其名命名的。

## 生平
伊達爾戈於1753年5月8日出生於彭哈莫，1770年，伊达尔戈进入墨西哥大学攻读神学和哲学，期间受到法国启蒙主义影响。在聖尼古拉斯學院擔任哲學與神學教授，1778年取得神父職位，1803年接替逝去兄長的職務，擔任多洛雷斯教區神父。1808年，在多洛雷斯任神父的伊达尔戈参加追求墨西哥独立的秘密团体文学与社交会。1810年初，參加了克雷塔羅市的愛國團體，共同计划于当年12月8日起义，推翻西班牙统治。但是9月起义计划即由于叛徒告密泄露。伊达尔戈遂与阿连德（I. Allende）和阿尔达马等人决定提前起义。
9月16日凌晨，起义开始，伊达尔戈敲响了当地教堂的大钟，号召印第安人起义，史称多洛雷斯呼声，宣布了墨西哥独立战争的开始。此后，伊达尔戈被拥戴为起义军最高统帅，率领起义军向墨西哥城进发。10月底受挫，11月底，伊达尔戈率起义军转而进驻瓜达拉哈拉，整顿军队，建立政权，取消印第安人赋税，废除奴隶制，宣布将殖民者非法夺取的土地归还给印第安人公社，以争取印第安人的支持。
1811年1月，伊达尔戈率军与西班牙军在瓜达拉哈拉城外交战，兵败被俘，7月30日於奇瓦瓦市牺牲，遺體最後葬於獨立紀念柱下。